# La Fugue d'Hélène Sherwood
Pour plus de détails, voir Fiche technique et Distribution.
La Fugue d'Hélène Sherwood (One Week of Life) est un film cinéma américain muet de Hobart Henley sorti en 1919.

## Fiche technique
- Titre : La Fugue d'Hélène Sherwood
- Titre original :  One Week of Life
- Réalisation : Hobart Henley
- Scénario : Willard Mack, d'après une histoire de Cosmo Hamilton
- Société de production : Goldwyn Pictures Corporation
- Directeur de la photographie : Edward Gheller
- Pays de production : États-Unis
- Genre : Drame
- Format : Noir et blanc - film muet
- Durée : 50 minutes
- Dates de sortie : 
  - États-Unis : 18 mai 1919
  - France : 30 juillet 1920

## Distribution
- Pauline Frederick : Mrs. Sherwood / Marion Roche
- Thomas Holding : Kingsley Sherwood
- Sidney Ainsworth : LeRoy Scott
- Corinne Barker : Lola Canby
- Percy Challenger